# إستفان كوزما
إستفان كوزما (3 ديسمبر 1964

 في بازتو) (بالفرنسية: István Kozma)‏ لاعب كرة قدم مجري معتزل كان يجيد اللعب في خط الوسط .
لعب كوزما في أندية أويبست دوزا (1983-1989) بوردو (1989) دونفرملين أثلتيك (1989-1992) ليفربول (1992-1993) أويبست (1993-1995) أبويل (1995-1997) أويبست مجددا (1997-1999) فيديوتون (1999) تاتابانيا (2000) أويبست مجددا (2000-2001) .
شارك كوزما مع منتخب المجر في 40 مباراة مسجلا هدف واحد في الفترة من 1986 إلى 1995 .

## روابط خارجية
- إستفان كوزما على موقع قاعدة بيانات كرة القدم.إي يو (الإنجليزية)
- إستفان كوزما على موقع ناشيونال فوتبول تيمز (الإنجليزية)
- إستفان كوزما على موقع عالم كرة القدم.نت (الإنجليزية)